# ドロレスの叫び

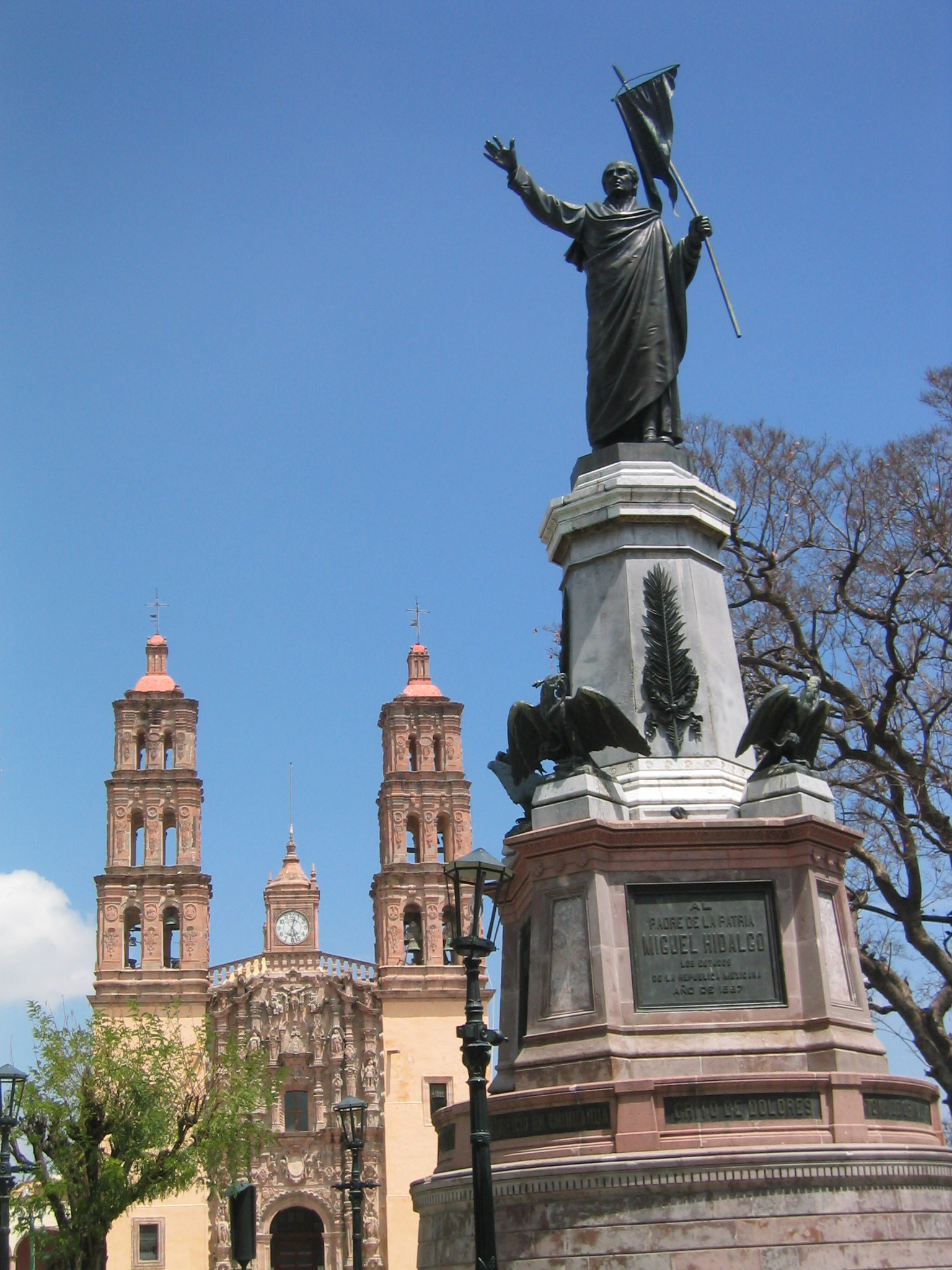
ミゲル・イダルゴの像とドローレス・イダルゴの教会

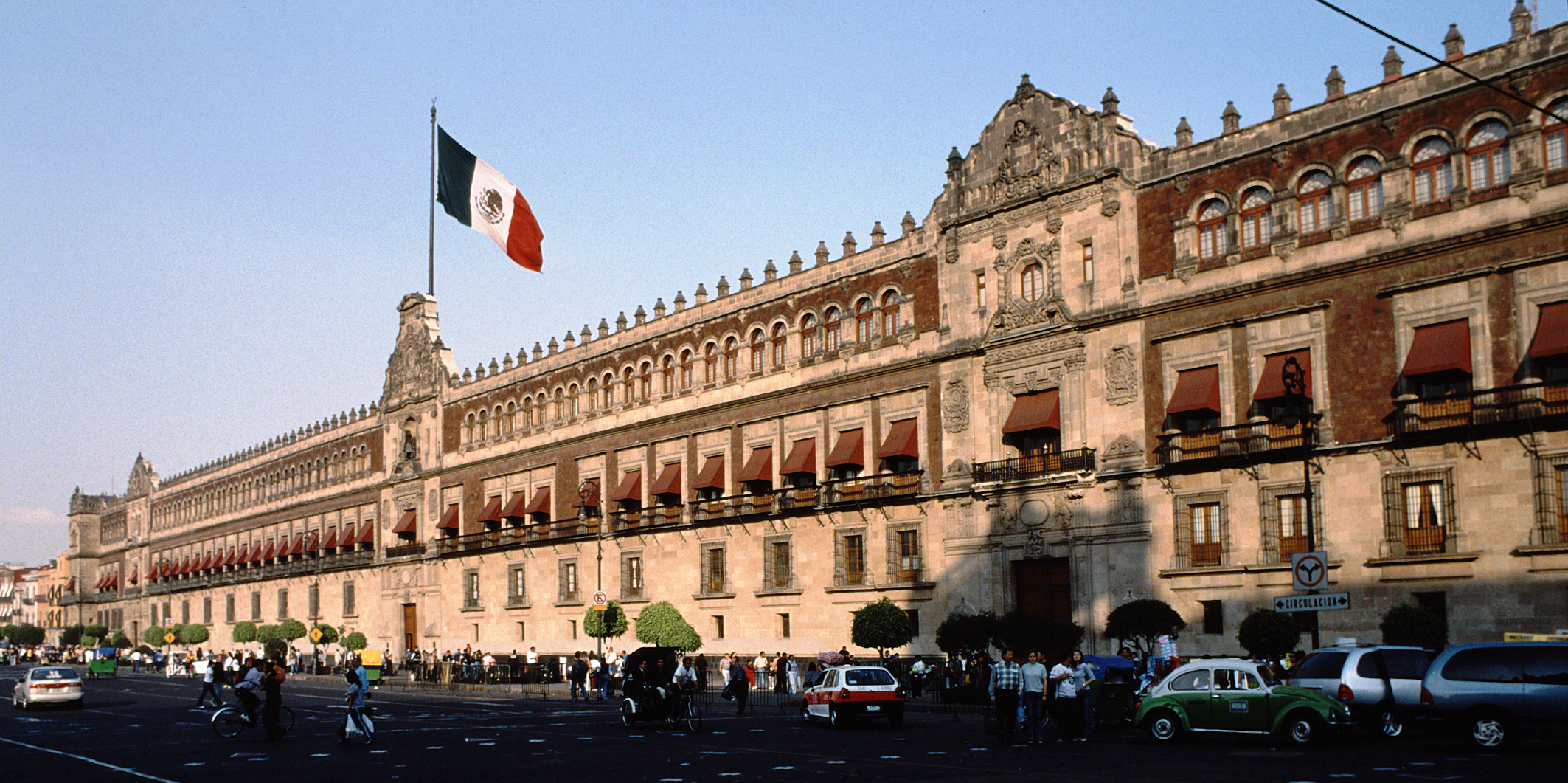
メキシコシティのソカロ広場の国立宮殿

ドロレスの叫び（スペイン語: Grito de Dolores）は、1810年9月16日に当時スペイン領だったメキシコで、最初の独立指導者ミゲル・イダルゴ・イ・コスティージャ（Miguel Hidalgo y Costilla）によって発せられた演説であり、これをきっかけにしてメキシコ独立革命が始まった。

## 概要
「ドローレスの叫び」というネーミングは、この演説が現在のグアナフアト州に位置する小さな町ドローレス（Dolores、現在のドローレス・イダルゴ Dolores Hidalgo）で発せられたことに由来する。ドローレスにはスペイン語で「痛み」と言う意味があり、スペイン語の「Grito de Dolores」は「ドローレスという町からの呼びかけ」と、「苦痛の叫び」（スペインの支配がメキシコに与えていた痛みを指す）との 掛け言葉となっている。
9月16日の早朝、ドローレスの司祭であったイダルゴは教会の鐘を鳴らし会衆を集めて、演説をおこなった。演説の正確な内容は伝わっていないが、19世紀前半のいくつかの文献に引用されたところによれば、長らく一般に信じられてきたメキシコの独立と、スペイン本国出身者の逮捕・追放を訴える内容はのちに作られたものであり、おそらくは当時ナポレオンによって幽閉されていたスペイン国王フェルナンド7世を支持し、ナポレオン側についた植民地政府の打倒を訴えたものであった。演説後、イダルゴは事前に仲間たちと用意してきた武器を人々に与え軍隊を組み、植民地政府打倒に向けて「メキシコ独立革命」の口火を切ったが、翌年の春に彼の軍隊はスペイン軍に敗れ、イダルゴは銃殺刑に処された。
メキシコの戦乱はその後も続き、スペインから派遣されたヌエバ・エスパーニャ植民地の副王が独立を認めたのは1821年の夏であった。
独立達成後、中央や地方政府の代表者が「ドローレスの叫び」の再演を行う伝統が徐々に形成されていった。初めは実際に演説が行われた9月16日に再演されていたが、ポルフィリオ・ディアス大統領（在任期間：1876-1880, 1884-1911）の時代に、彼の誕生日である9月15日に移されている。
現在では、この行事の最たるものであるメキシコの大統領による再演は、毎年独立記念日の前日である9月15日の夜11時に、メキシコシティのソカロ（憲法広場）に建つ国立宮殿のバルコニーで実施され、イダルゴが打ち鳴らしたドローレスの鐘もこの宮殿に移管されている。大統領が「我々に祖国を与えてくれた英雄たちよ万歳」と叫んだあと、イダルゴを初めとする個別の英雄それぞれ（年によって呼ばれる名前は若干変化する）に万歳を叫んだあと、メキシコ万歳と叫び、イダルゴの鐘を鳴らし、メキシコの国旗を振って締めくくるのが慣わしである。